# Vlaams Liberaal Onafhankelijk Tolerant Transparant
Vlaams Liberaal Onafhankelijk Tolerant Transparant (VLOTT) ist eine flämische politische Partei.
Sie wurde am 23. November 2005 von ehemaligen VLD-Abgeordneten Hugo Coveliers gegründet.

## Programm
In ihrem Parteiprogramm spricht sich die Partei gegen den flämischen Nationalismus aus, tritt aber für flämischen Regionalismus und belgischen Konföderalismus ein. Des Weiteren tritt sie für Libertarismus und Basisdemokratie, gegen Korporatismus und gegen Multikulturalismus ein. Zusammenarbeit mit der Partei Vlaams Belang wird nicht ausgeschlossen.